# Michal Gazdík
Michal Gazdík (* 27. srpna 1951, Jabloň) je slovenský herec.
V roce 1973 ukončil studium herectví na Vysoké škole múzických umění v Bratislavě a od roku 1973 je členem Slovenského komorného divadla v Martině.

## Filmografie
- Pätnásť životov
- 1973: Havária (inscenace)
- 1973: Horká zima
- 1975: Škaredá dědina (Štefan)
- 1976: Postup
- 1977: Vítězný lid
- 1978: Leť, ptáku, leť!
- 1980: Živá voda
- 2006: Jak se krotí krokodýli (správce chaty)

## Ocenění
- Cena MK za herecký výkon v postavě Manol Manolov v inscenaci Šatrovecká muzika
- Cena Literárního fondu:
  - Za postavu Falstaffa v inscenaci Veselé paničky Windsorské
  - Za postavu Rafika v inscenaci Pani Rafiková
  - Za postavu Krauseovu v inscenaci Top Dogs (2007)